# Titularbistum Vulturia
Das Bistum Vulturia (lateinisch Dioecesis Vulturiensis) ist ein Titularbistum der römisch-katholischen Kirche.
Vulturia war eine antike Stadt in Mauretania Caesariensis, einer Provinz des Römischen Reiches.
| Titularbischöfe von Vulturia |                                                  |                                                                    |                   |                   |
| Nr.                          | Name                                             | Amt                                                                | von               | bis               |
| 1                            | François-Xavier Lacoursière MAfr                 | Apostolischer Vikar von Ruwenzori (Uganda-Protektorat)             | 28. Mai 1934      | 25. März 1953     |
| 2                            | Louis-Jean-Baptiste-Joseph Julliard SM           | Apostolischer Vikar der Neuen Hebriden (Kondominium Neue Hebriden) | 1. Januar 1955    | 21. Juni 1966     |
| 3                            | Francesco Imberti Titularerzbischof pro hac vice | emeritierter Erzbischof von Vercelli (Italien)                     | 5. September 1966 | 27. Januar 1967   |
| 4                            | Luigi Bongianino                                 | Apostolischer Administrator von Alba (Pompea) (Italien)            | 2. Februar 1968   | 15. Januar 1970   |
| 5                            | Marco Cé                                         | Weihbischof in Bologna (Italien)                                   | 22. April 1970    | 7. Dezember 1978  |
| 6                            | Paolo Romeo Titularerzbischof pro hac vice       | Apostolischer Nuntius                                              | 17. Dezember 1983 | 19. Dezember 2006 |
| 7                            | Rodrigo Mejía Saldarriaga SJ                     | Apostolischer Vikar von Soddo-Hosanna/Soddo (Äthiopien)            | 5. Januar 2007    |                   |